# Princeps iuventutis
Als princeps iuventutis („Erster der Jugend“) oder – seltener – princeps iuventum wurden während der römischen Kaiserzeit die designierten Nachfolger des princeps bezeichnet.
Der Ausdruck erscheint erstmals in der späten Republik. So nannte Marcus Tullius Cicero den von ihm geschätzten Cato den Jüngeren so, und Titus Livius kennt ihn als Bezeichnung jugendlicher Reiter bzw. führender junger Männer aus Gemeinden ohne römisches Bürgerrecht. Als regelrechter und exklusiver Titel wurde er aber erst nach der Errichtung des Prinzipats durch Augustus eingeführt. Dieser organisierte die ritterlichen Jungmannschaften (und teils die mündigen jugendlichen Angehörigen der Nobilität) als iuventus und ließ seine Enkel und präsumtiven Nachfolger Gaius und Lucius Caesar 5 bzw. 2 v. Chr. zu principes iuventutis erklären. Dies wurde auch in einer umfangreichen Münzserie propagiert, die die beiden mit Ehrenschilden und Speeren zeigte.

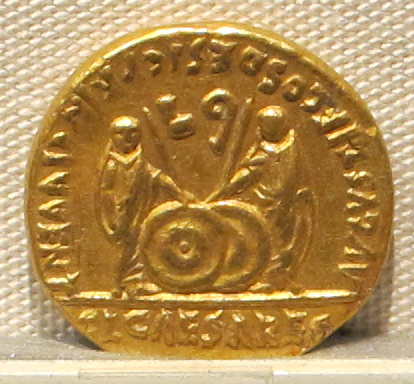
Aureus, Gaius und Lucius
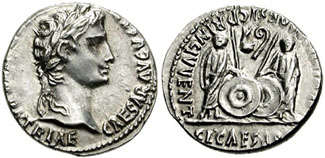
Denarius (Lugdunum)
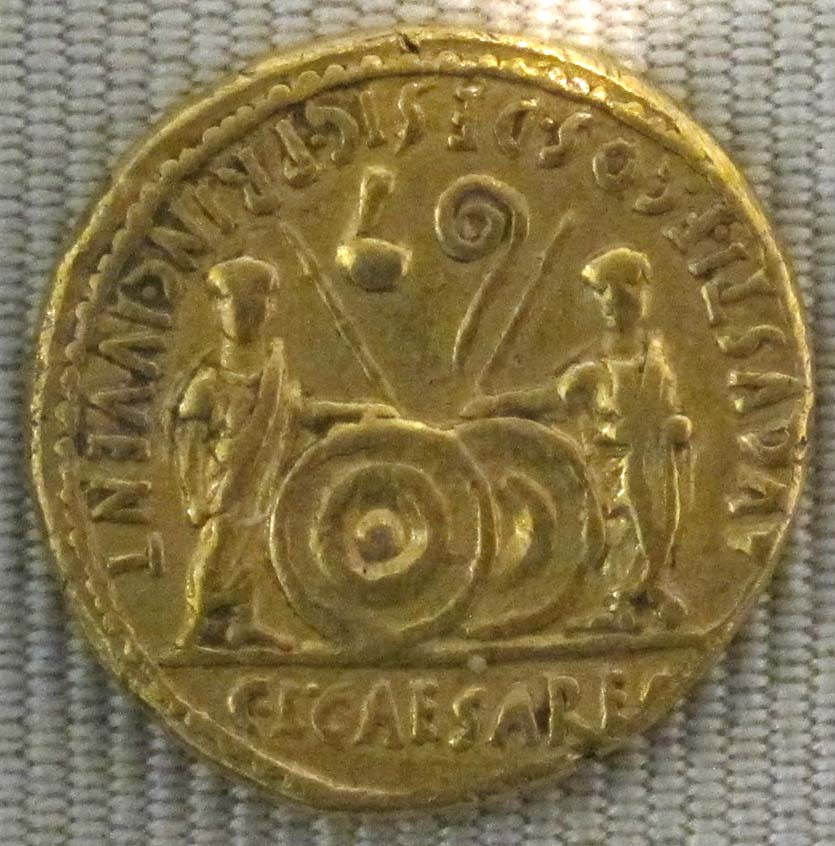
Aureus (Lugdunum)

Mit dem Rang eines princeps iuventutis scheinen dabei kaum konkrete Vollmachten verbunden gewesen zu sein, dennoch wurden unter anderem auch Germanicus, Tiberius Gemellus, Nero, Domitian und Commodus durch diesen Titel besonders hervorgehoben. 
Dieser Brauch wurde auch beibehalten, als es seit 68 n. Chr. üblich wurde, den präsumtiven Nachfolger – das römische Kaisertum war formal nicht erblich – zum Unterkaiser (Caesar) oder sogar Mitherrscher (Augustus) zu erheben. Seit Septimius Severus verschwand dabei die Beziehung des princeps iuventutis zu den Rittern (equites). Während der Reichskrise des 3. Jahrhunderts verliehen viele Soldatenkaiser den Titel fast regelmäßig an Verwandte, die zu jung schienen, um bereits mit kaiserlichen Vollmachten ausgestattet zu werden. Im 4. Jahrhundert geriet der Titel dann allerdings langsam außer Gebrauch, zuletzt ist er für Valentinian II. bezeugt.